# Villers-la-Loue
Pour les articles homonymes, voir Villers.

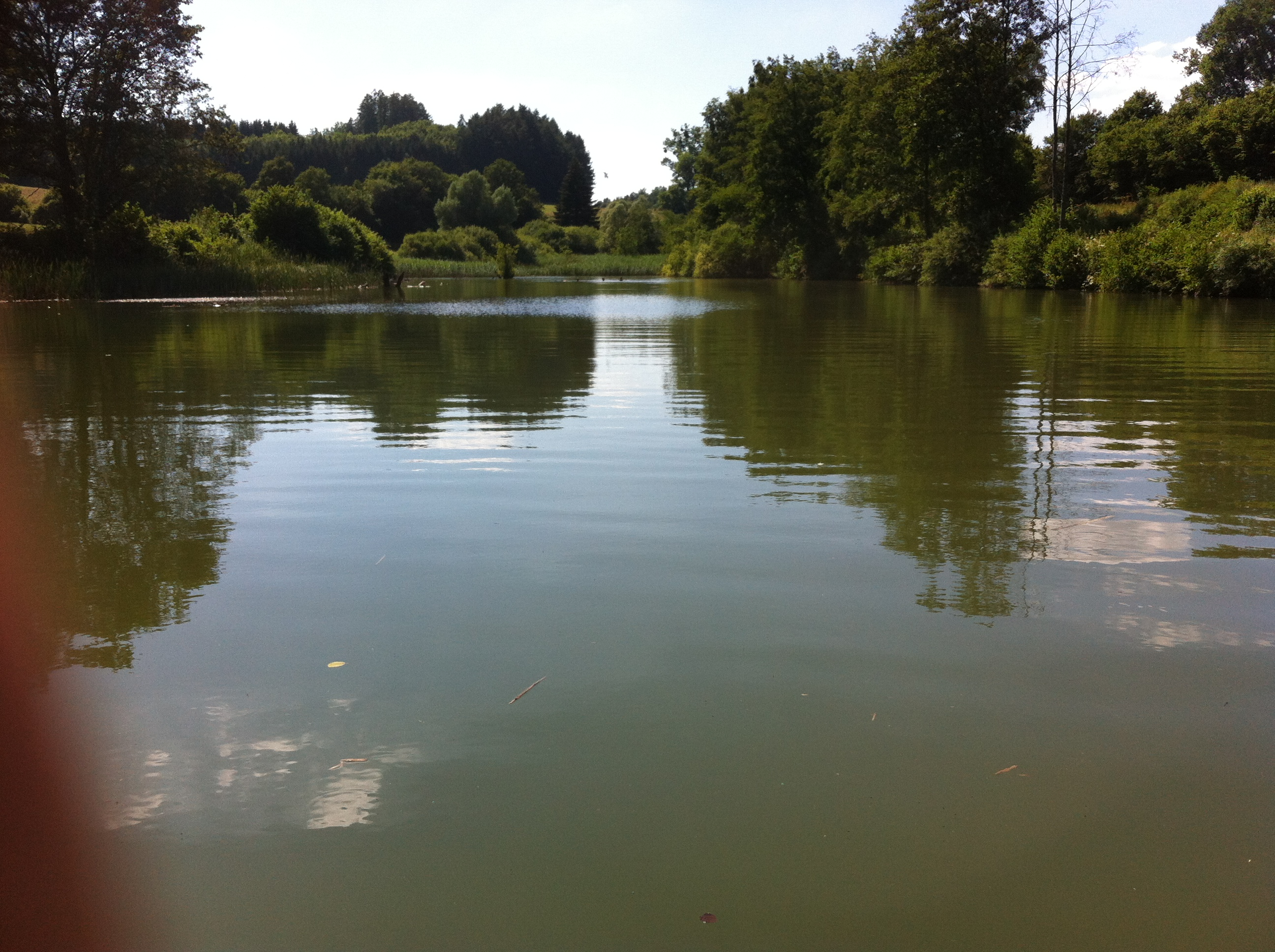
Étang de Villers-la-Loue, situé au nord du village, par delà la colline.

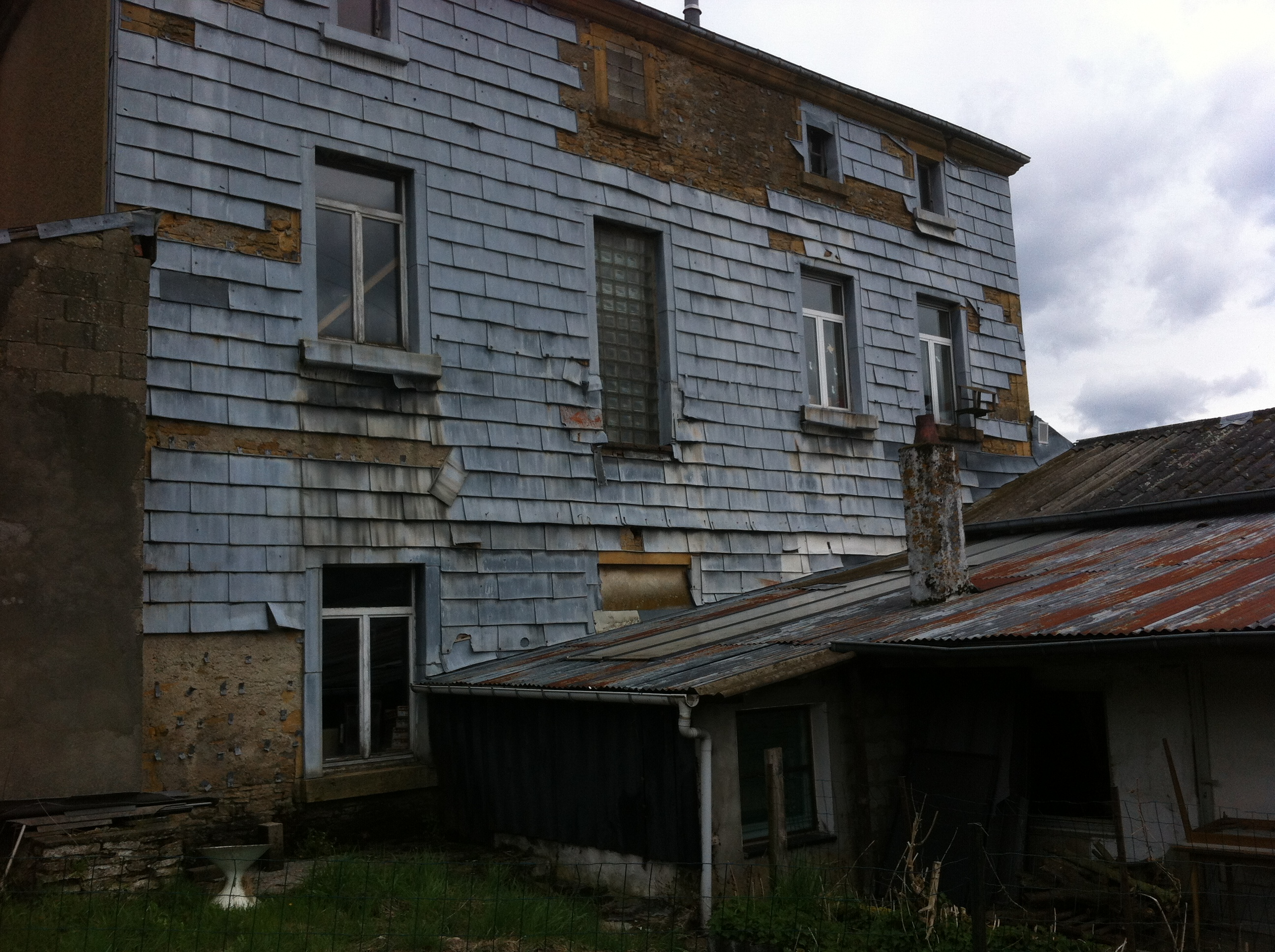
Façade arrière de l'école fondamentale du village.

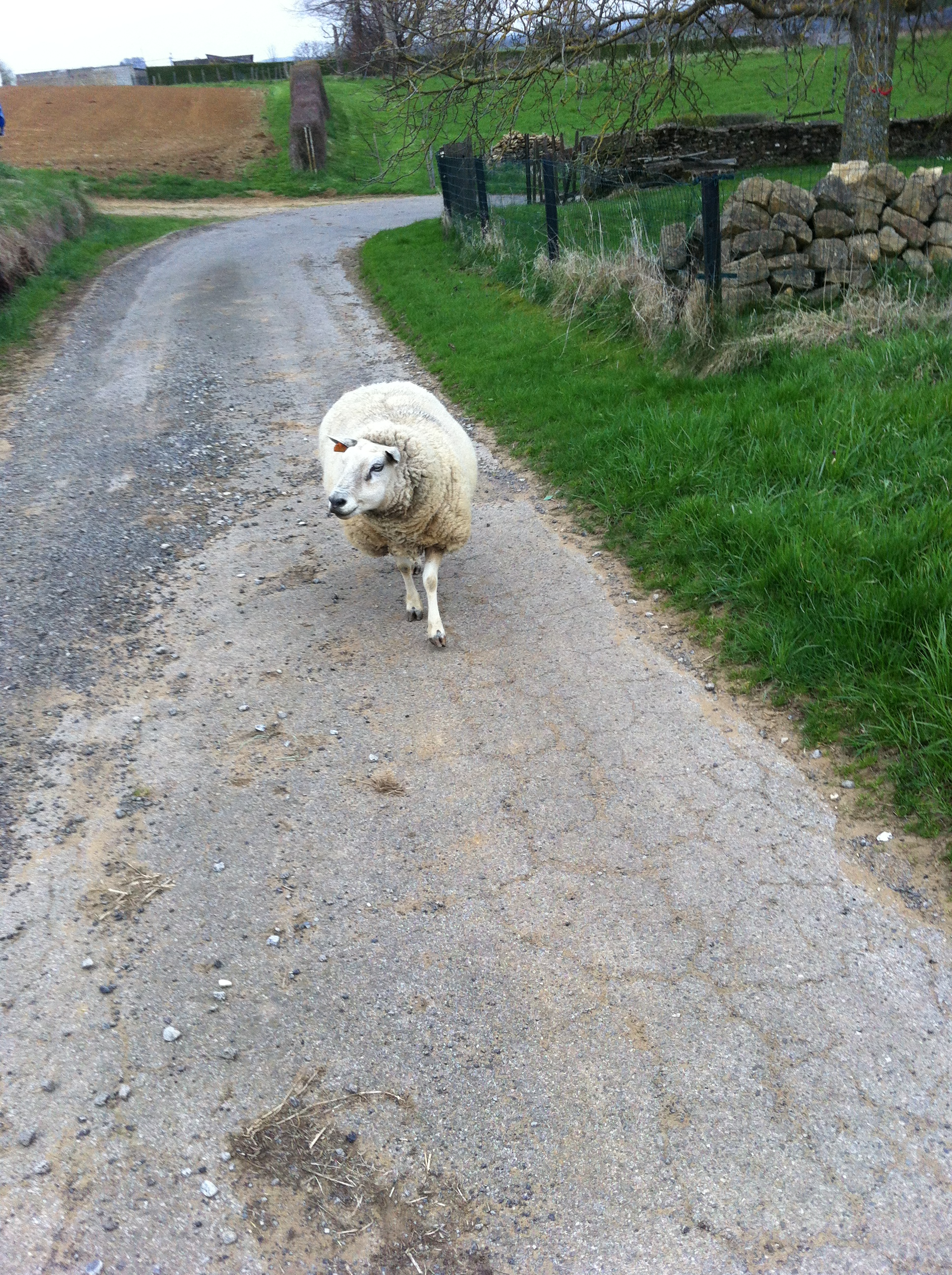
Brebis sur un chemin situé sur les hauteurs, au nord-ouest du village.

Villers-la-Loue (en gaumais Vilé l'Olu) est une section et un village de la commune belge de Meix-devant-Virton située en Région wallonne dans la province de Luxembourg.
C'était une commune à part entière avant la fusion des communes de 1977.

## Géographie
Le village est tout proche de la frontière française se trouvant au sud-ouest, au-delà d’une zone boisée, et délimitant le département de la Meuse et la région Lorraine.

## Démographie
Au 1er janvier 2009, la population était de 180 habitants.

Le graphique suivant reprend la population résidente au 1er janvier de chaque année pour la section de Villers-la-Loue/Houdrigny.

## Patrimoine et culture

### Patrimoine architectural
- L’église est dédiée à saint-Hubert[1].

## Économie
Le village ne possède aucun commerce, si ce n'est les quelques exploitations agricoles. Il y a, actuellement, une école d'enseignement fondamental accolée à la salle des fêtes, un club d'aéromodélisme. Jusqu'au début des années 2000, l'école d'enseignement fondamental (école libre "Les prés vers") se situait dans l'ancienne maison communale, située au bas du village, entre Villers-la-Loue et Houdrigny. Ce bâtiment est actuellement occupé par un groupement scout. Un gîte accueille les touristes au centre du village.